# Austro-Daimler 6
O Austro-Daimler 6, foi a designação de uma série de motores aeronáuticos austríacos de seis cilindros refrigerado a água produzidos a partir de 1910, ele foi construído pela companhia Austro-Daimler.

## Projeto e desenvolvimento
O desenho original do motor motor Austro-Daimler 6 foi de Ferdinand Porsche com a finalidade específica de ser um motor aeronáutico. devido a alta qualidade do processo de fabricação, o motor tinha uma boa performance a um número de rpm relativamente baixo, o que garantiu a essa família de motores a reputação de robustez e confiabilidade.

## Variantes
Estas foram as variantes produzidas:
Austro-Daimler 90 hp 6-cil.
A versão original de baixa potência, introduzida em 1910.
Austro-Daimler 120 hp 6-cil.
potência aumentada para 120 hp com 13,9 litros de cilindrada, introduzida em 1911.
Austro-Daimler 160 hp 6-cil.
desenvolvendo 160 hp, introduzida em 1913.
Austro-Daimler 185 hp 6-cil.
desenvolvendo 185 hp, introduzida em 1916.
Austro-Daimler 200 hp 6-cil.
potência aumentada para 200 hp com 15,03 litros de cilindrada, introduzida em Dezembro de 1916.
Austro-Daimler 210 hp 6-cil.
desenvolvendo 210 hp, introduzida no final de 1917.
Austro-Daimler 225 hp 6-cil.
desenvolvendo 225 hp, introduzida em 1918.

## Utilização
- Aviatik B.I
- Aviatik B.II
- Aviatik D.I
- Hansa-Brandenburg C.I
- Hansa-Brandenburg D.I
- Lohner C.I